# Chorizococcus talipikanus
Chorizococcus talipikanus är en insektsart som beskrevs av Williams och Watson 1988. Chorizococcus talipikanus ingår i släktet Chorizococcus och familjen ullsköldlöss.
Artens utbredningsområde är Papua Nya Guinea. Inga underarter finns listade i Catalogue of Life.